# Lucas Silva Borges
Lucas Silva Borges (Bom Jesus de Goiás, 16 februari 1993) is een Braziliaans voetballer die doorgaans als verdedigende middenvelder speelt. Hij tekende in januari 2015 een contract tot medio 2020 bij Real Madrid, dat hem overnam van Cruzeiro.De Spaanse club betaalde circa €12.000.000,- voor hem en stelde Cruzeiro tot maximaal €6.000.000,- extra aan eventuele bonussen in het vooruitzicht.

## Clubcarrière
Lucas Silva stroomde in 2012 door vanuit de jeugd van Cruzeiro EC. Dat verhuurde hem in 2012 aan Nacional Esporte Clube. Hij debuteerde op 19 juli 2012 in het shirt van Cruzeiro in de Braziliaanse Série A, tegen Portuguesa. Op 1 september 2013 maakte hij twee doelpunten in een thuiswedstrijd tegen Vasco da Gama. Lucas Silva werd zowel dat seizoen als het volgende Braziliaans landskampioen met Cruzeiro.
Lucas Silva tekende in januari 2015 een contract tot medio 2020 bij Real Madrid. De Spaanse club betaalde circa €12.000.000,- voor hem en stelde Cruzeiro tot maximaal €6.000.000,- extra aan eventuele bonussen in het vooruitzicht. Hij debuteerde op 14 februari 2015 in de Primera División, tegen Deportivo La Coruña. Hij viel na 71 minuten in voor Asier Illarramendi. Acht dagen later kreeg Lucas Silva zijn eerste basisplaats van coach Carlo Ancelotti, in een competitiewedstrijd tegen Elche CF. Hij debuteerde op 18 februari 2015 in de UEFA Champions League, in de Veltins-Arena tegen Schalke 04. Hij speelde de volledige wedstrijd.
Real Madrid verhuurde Lucas Silva in augustus 2015 voor een jaar aan Olympique Marseille. Daarvoor speelde hij dat jaar 22 wedstrijden in de Ligue 1 en kwam hij uit in zowel de Coupe de France als de Coupe de la Ligue. Real Madrid wilde hem daarna voor een jaar verhuren aan Sporting Lissabon, maar een medische keuring bij de Portugese club in juli 2016 wees uit dat Silva kampte met hartproblemen. Daardoor zag Sporting af van de huurperiode. Silva's acties op sociale media die daarop volgden, overtuigden internationale media ervan dat hij direct ook zijn profcarrière beëindigde. Hij verklaarde een dag later dat dit niet zo was.
Lucas Silva kwam na de ontdekking van zijn gezondheidsproblemen een half seizoen niet in actie in vertegenwoordigende elftallen. Real Madrid verhuurde hem in januari 2017 voor anderhalf jaar aan Cruzeiro. Beide clubs verlengden deze huurperiode in juli 2018 met nog een seizoen.

## Clubstatistieken
| Seizoen     | Club                | Competitie       | Competitie | Competitie | Competitie | Beker | Beker | Beker | Internationaal | Internationaal | Internationaal | Totaal | Totaal | Totaal |
| Seizoen     | Club                | Competitie       | Wed.       | Dlp.       | Ass.       | Wed.  | Dlp.  | Ass.  | Wed.           | Dlp.           | Ass.           | Wed.   | Dlp.   | Ass.   |
| ----------- | ------------------- | ---------------- | ---------- | ---------- | ---------- | ----- | ----- | ----- | -------------- | -------------- | -------------- | ------ | ------ | ------ |
| 2012        | Cruzeiro            | Série A          | 8          | 0          | 0          | 0     | 0     | 0     | —              | —              | —              | 8      | 0      | 0      |
| 2013        | Cruzeiro            | Série A          | 25         | 2          | 0          | 3     | 0     | 0     | —              | —              | —              | 28     | 2      | 0      |
| 2014        | Cruzeiro            | Série A          | 36         | 1          | 1          | 4     | 0     | 0     | 8              | 0              | 1              | 48     | 1      | 2      |
| Club Totaal | Club Totaal         | Club Totaal      | 69         | 3          | 1          | 7     | 0     | 0     | 8              | 0              | 1              | 84     | 3      | 2      |
| 2014/15     | Real Madrid         | Primera División | 8          | 0          | 0          | 0     | 0     | 0     | 1              | 0              | 0              | 9      | 0      | 0      |
| Club Totaal | Club Totaal         | Club Totaal      | 8          | 0          | 0          | 0     | 0     | 0     | 1              | 0              | 0              | 9      | 0      | 0      |
| 2015/16     | Olympique Marseille | Ligue 1          | 22         | 0          | 0          | 5     | 0     | 0     | 6              | 0              | 0              | 33     | 0      | 0      |
| Club Totaal | Club Totaal         | Club Totaal      | 22         | 0          | 0          | 5     | 0     | 0     | 6              | 0              | 0              | 33     | 0      | 0      |
| 2017        | → Cruzeiro          | Série A          | 25         | 0          | 2          | 11    | 1     | 0     | 0              | 0              | 0              | 36     | 1      | 2      |
| 2018        | → Cruzeiro          | Série A          | 29         | 0          | 0          | 7     | 0     | 1     | 8              | 1              | 1              | 44     | 1      | 2      |
| 2019        | → Cruzeiro          | Série A          | 16         | 0          | 2          | 1     | 0     | 0     | 1              | 0              | 0              | 18     | 0      | 2      |
| Club Totaal | Club Totaal         | Club Totaal      | 139        | 3          | 5          | 26    | 1     | 1     | 17             | 1              | 2              | 182    | 5      | 8      |
| 2020        | Grêmio              | Série A          | 46         | 1          | 1          | 6     | 0     | 0     | 6              | 0              | 0              | 58     | 1      | 1      |
| 2021        | Grêmio              | Série A          | 35         | 3          | 3          | 6     | 0     | 0     | 7              | 0              | 0              | 48     | 3      | 3      |
| 2022        | Grêmio              | Série B          | 32         | 1          | 0          | 1     | 0     | 0     | —              | —              | —              | 33     | 1      | 0      |
| 2023        | Grêmio              | Série A          | 9          | 0          | 0          | 2     | 0     | 0     | —              | —              | —              | 11     | 0      | 0      |
| Club Totaal | Club Totaal         | Club Totaal      | 122        | 5          | 4          | 15    | 0     | 0     | 13             | 0              | 0              | 150    | 5      | 4      |
| 2023        | Cruzeiro            | Série A          | 20         | 0          | 2          | 0     | 0     | 0     | —              | —              | —              | 20     | 0      | 2      |
| 2024        | Cruzeiro            | Série A          | 42         | 1          | 1          | 1     | 0     | 0     | 7              | 1              | 0              | 50     | 2      | 1      |
| 2025        | Cruzeiro            | Série A          | 5          | 0          | 0          | 0     | 0     | 0     | —              | —              | —              | 5      | 0      | 0      |
| Club Totaal | Club Totaal         | Club Totaal      | 206        | 4          | 8          | 27    | 1     | 1     | 24             | 2              | 2              | 257    | 7      | 11     |
| Totaal      | Totaal              | Totaal           | 358        | 9          | 12         | 47    | 1     | 1     | 44             | 2              | 2              | 449    | 12     | 15     |

## Interlandcarrière
Lucas Silva won met Brazilië –20 het Toulon Espoirs-toernooi 2014 in Zuid-Frankrijk.

## Erelijst
| Kampioen Série A | 2x | 2013, 2014 |
| Copa do Brasil   | 2x | 2017, 2018 |